# Maryla Lednicka-Szczytt

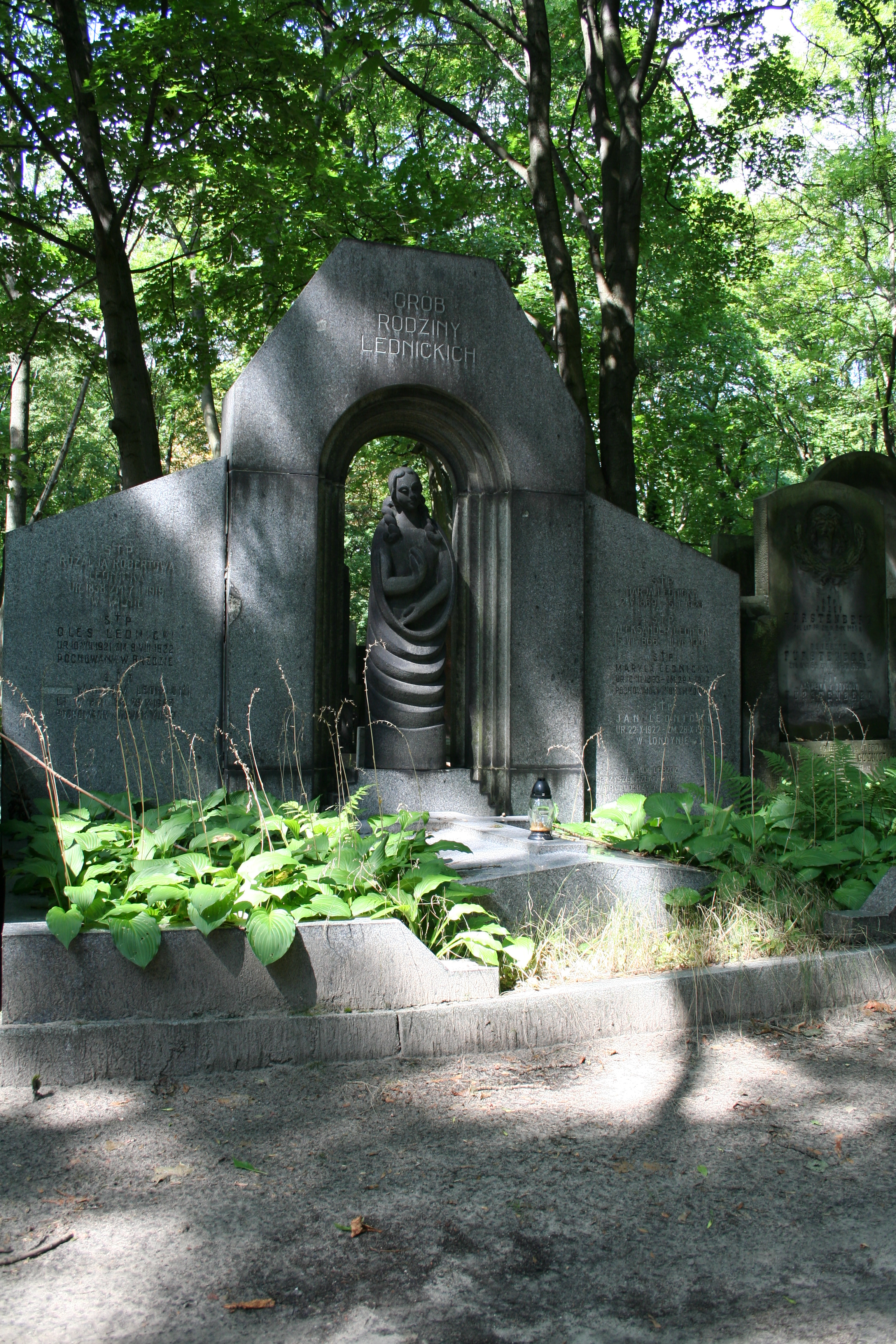
Rzeźba Matki Boskiej autorstwa Maryli Lednickiej-Szczytt i Adrianny Górskiej de Montaut na grobie rodzinnym Lednickich (cmentarz Powązkowski w Warszawie) z ok. 1923

Maryla Lednicka-Szczytt, właśc. Maria Lednicka-Szczytt (ur. 10 marca 1893 w Moskwie, zm. 25 maja 1947 w Nowym Jorku) – polska artystka rzeźbiarka

## Młodość i studia
Urodziła się 10 marca 1893 r. w Moskwie. Córka Aleksandra i Marii Lednickich. Siostra Wacława.
Naukę rzeźby rozpoczęła w Moskwie, uczęszczając na pensję Wiazemskiej. W 1912 ukończyła pensję Wereckiej w Warszawie. Następnie rzeźby uczyła się w Moskwie u W.N. Domogackiego. W 1913 wyjechała do Paryża, gdzie studiowała pod kierunkiem E.A. Bourdelle’a. Wybuch I wojny zaskoczył ją w Rosji i uniemożliwił powrót na studia do Francji. W latach 1914–17 uczyła się w Moskwie m.in. w pracowni z T.Breyerem. W 1917 wyszła za mąż za Władysława Niemirowicza-Szczytta (z linii wierzchowskiej Niemirowiczów-Szczyttów). Małżeństwo po dwóch latach zakończyło się separacją.
W 1919 wyjechała ponownie do Paryża i pracowała pod kierunkiem Bourdelle’a. Od 1920 wystawiała w Salonie Jesiennym, od 1922 była jego członkiem, a od 1928 – członkiem jury. Brała udział w organizacji wystawy sztuki Młodej Polski w Musée Crillon (1922), gdzie wystawiła Madonnę i Czarnego Anioła (od lat 30. w kolekcji Banca Intesa w Rzymie).

## Okres włoski
W 1924 w związku z przygotowywaniem własnej wystawy w Galerii Pesaro w Mediolanie przeniosła się do Włoch. Przyjaźniła się z mecenasem polskich artystów we Włoszech, finansistą, dyrektorem Banca Commerciale Italiana Józefem Toeplitzem (synem Bonawentury). Wraz z ojcem, Aleksandrem Lednickim, zamieszkała w willi Toeplitzów w Varese pod Mediolanem, w tym też czasie wykonała popiersie żony Toeplitza – aktorki Jadwigi Toeplitz-Mrozowskiej.
Pobyt we Włoszech był okresem jej rozkwitu artystycznego. Cieszyła się uznaniem krytyki i dostawała bardzo dużo zamówień, zwłaszcza portretów. W 1926 odbyła się jej druga wystawa indywidualna, a przedmowę do niej napisał malarz Carlo Carrà. Brała udział w licznych wystawach (sztuki polskiej w Brukseli 1928, międzynarodowej wystawie w Wenecji 1928 – wystawiła św. Franciszka (replika w Muzeum Miejskim w Forli) i Calendimaggio, Targach Mediolańskich 1928, w Hadze 1929). Na międzynarodowej wystawie sztuki religijnej w Padwie (1931) zdobyła złoty medal za rzeźby Św. Franciszek i Czarny Anioł. Na XVIII Biennale w Wenecji w 1932 wystawiła w pawilonie polskim Młodzieńca i Portret Orvietty Borromeo.
Autorka licznych posągów, rzeźb i dekoracji dla statków oraz fontann. Jedna z fontann autorstwa Maryli Lednickiej-Szczytt została ustawiona na Via Omenoni w Mediolanie, później przeniesiona do Banku Intensa.
Wykonała dla statków:
- Conte di Savoia – popiersie ks. Marii Piemonckiej (replika znajduje się w Pałacu królewskim w Neapolu)

- Victoria – posąg bogini patronki i panneau ze sceną polowania

- Rex – relief

- Oceania – fontannę.

Wiele rzeźb z tego okresu twórczości znajduje się we włoskich kolekcjach prywatnych i w rezydencjach pod Mediolanem.

## Okres nowojorski
W 1933 wyjechała do Nowego Jorku. Jej indywidualne wystawy miały miejsce w Wildenstein Gallery (1934) i Julien Levy Gallery (1938). Brała też udział w wystawach w Brooklyn Museum, Institute of Modern Art (Boston), Museum of Fine Arts w Dayton (Ohio) oraz w polskim pawilonie na Wystawie Światowej w Nowym Jorku (1939–1940).
Koncentrowała się na popiersiach i sztuce religijnej. Z tego okresu pochodzą popiersia E. Roosevelt i C. Clark, Św. Antoni Padewski (St Brigid’s Church w Peapeck – New Jersey), Św. Bernard (St Bernard’s School Chapel w Gladstone), Piotr Skarga (Fordham University NY), Madonna z dzieciątkiem (Church of the Resurrection w Nowym Jorku), Spirit of Meditation (Newark Museum of Fine Arts, New Jersey).

## Przyjaźń z Tamarą Łempicką i Adrianną Górską de Montaut
Marylę Lednicką-Szczytt łączyła długoletnia, sięgająca 1919 r. i wystaw w Salonie Jesiennym, przyjaźń z siostrami Górskimi: Adrianną Górską de Montaut i Tamarą Łempicką. Na pocz. lat 20. Maryla Lednicka-Szczytt i Adrianna Górska wspólnie wykonały rzeźbę Matki Boskiej, znajdującą się na nagrobku rodziny Lednickich na cmentarzu Powązkowskim w Warszawie.
25 maja 1947 Maryla Lednicka-Szczytt popełniła samobójstwo w Nowym Jorku. Pochowana wraz z bratem Wacławem w Nowym Jorku.
Jej grób symboliczny znajduje się w rodzinnym grobowcu na cmentarzu Powązkowskim w Warszawie (kw. 191–I–25/26/27).
W 1950 w San Francisco wydano o niej publikację wspomnieniową.